# 鈴木裕範
鈴木 裕範（すずき ひろのり、1948年 - ）は、日本の地域学者。和歌山大学経済学部教授。専門はジャーナリズム論、紀州学。

## 人物
1948年千葉県生まれ。明治大学卒業。地域資源を活かす地域づくりと住民の合意形成を研究している。熊野地域文化検定検討委員会委員を務めるなど数多くの社会活動を行っている。

## 著書

### 単著
- 『起業する女性たち』（日経大阪PR、2004年）
- 『紀州の和菓子―その文化とまちづくり』（和歌山リビング新聞社、2012年）

### 共著
- 『地域再生への挑戦』（日本経済評論社、2008年）
- 『秋津野塾未来への挑戦』（きのくに活性化センター、2004年）